# Pronycticebus
Pronycticebus és un gènere extint de primats de la família dels notàrctids que visqueren a l'Europa occidental durant l'Eocè mitjà i tardà. Se n'han trobat restes fòssils a les fosforites del Carcí (França). Eren adapoïdeus de mida mitjana, amb un pes estimat d'aproximadament 1 kg. El seu musell curt i la grandària de les seves òrbites oculars fan pensar que eren animals nocturns, mentre que les dents apunten a una dieta insectívora o frugívora. Eren força més grossos que Agerinia roselli. El nom genèric Pronycticebus significa ‘abans de Nycticebus’.